# SJ B (II)
Die SJ B (II) war eine Universal-Dampflokomotive der schwedischen Staatsbahn Statens Järnvägar (SJ).

## Geschichte
Die 2'Ch2-Lokomotiven der SJ-Reihe B (II) wurden aus den 2'B1'h2-Lokomotiven der Baureihe A (II) weiterentwickelt, die 1906 bis 1909 in 26 Exemplaren beschafft wurden. Von der Reihe B (II) wurden in den Jahren 1909 bis 1919 96 Maschinen für die SJ gebaut. Die Lokomotiven wurden bei Nydqvist och Holm (NOHAB) und Motala Verkstad gebaut. Sie war die vierthäufigste Dampflokomotive der Schwedischen Staatsbahnen (SJ) und in Schweden überhaupt. Weiter verbreitet waren lediglich die Dampflokbaureihen Kd (139 Stück), E (133 Stück) und Ke (119 Stück). Die Maschinen der Baureihe B (II) wurden von 1909 an unter dem Eindruck der Baureihe P8 der Preußischen Staatsbahnen gebaut. Sie kamen während ihrer Dienstzeit sowohl vor Personen- als auch vor Güterzügen zum Einsatz.
Als die SJ in den dreißiger Jahren mit der Elektrifizierung ihrer Hauptstrecken begannen, wurde eine Anzahl von B (II)-Loks an verschiedene Privatbahnen in Schweden verkauft. Dort blieben sie bis zu deren Verstaatlichung in Gebrauch und gelangten anschließend wieder zu den SJ. Außer den SJ ließ auch die Privatbahngesellschaft SWB (Stockholm–Westerås–Bergslagens Järnvägar) drei eigene Baureihe B herstellen. Diese Maschinen wurden in den 1940er Jahren gebaut, nachdem die SWB einige Loks von den SJ gekauft hatte und mit jenen überaus zufrieden war. Auf nicht elektrifizierten Strecken setzten die SJ Lokomotiven der Baureihe B (II) bis in die 1960er Jahre ein. Die letzten wurden erst 1972 außer Dienst gestellt.

## Erhaltene Lokomotiven

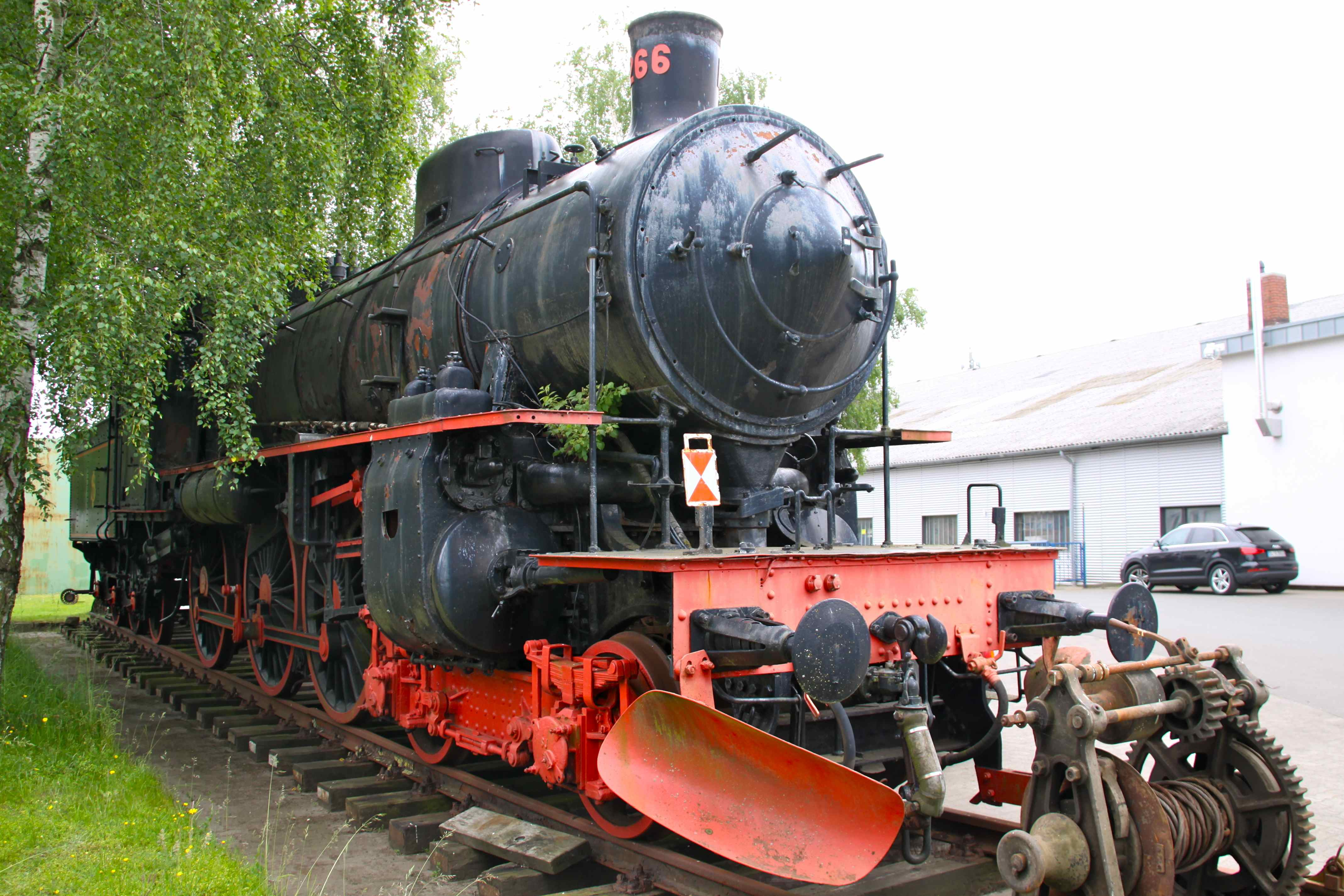
B1266 nicht mehr im besten Zustand in Kropp (2015)

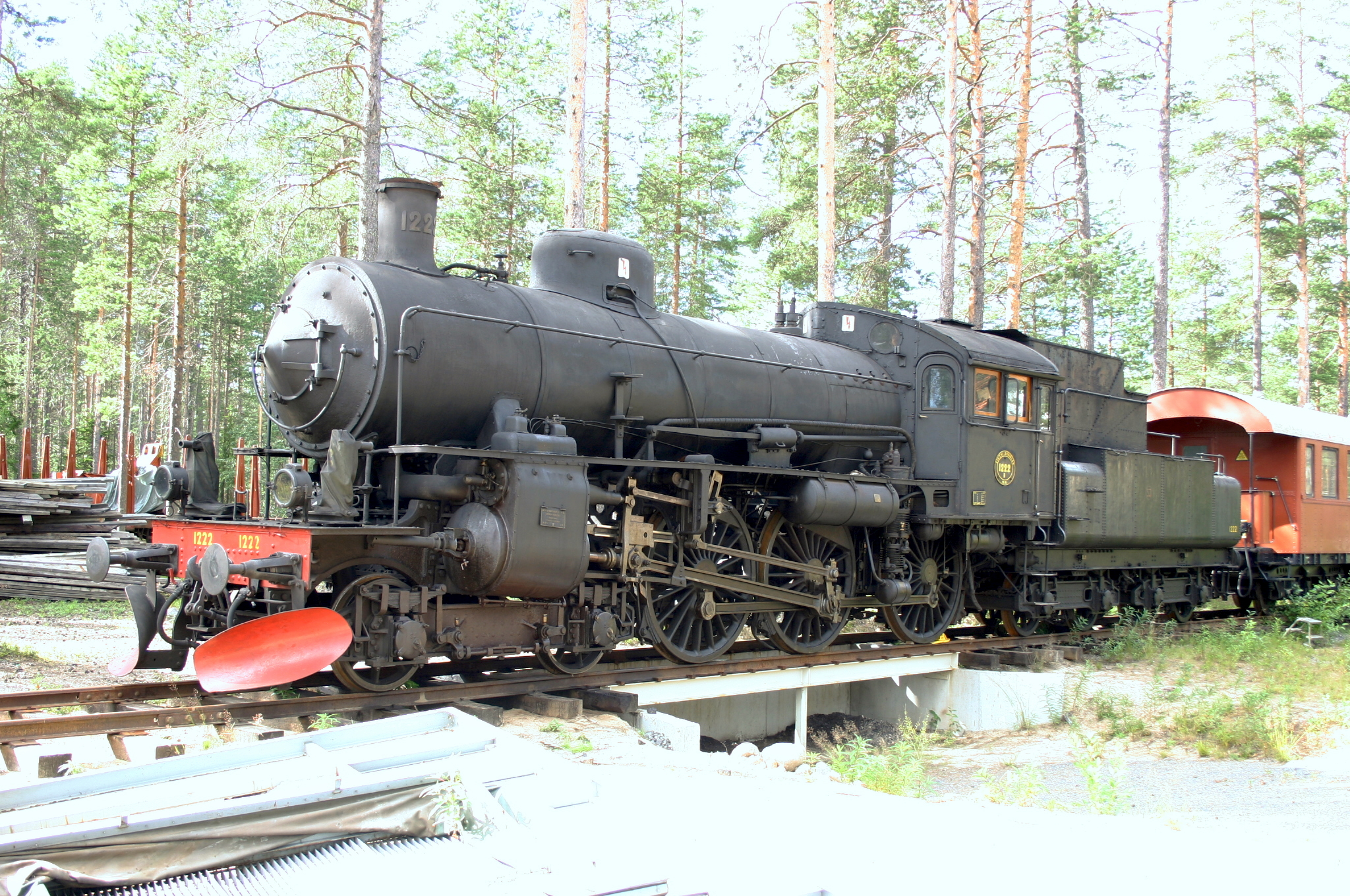
B 1222 in Luleå

Eine große Anzahl dieser Lokomotiven ist bis heute noch vorhanden, bedingt durch die Tatsache, dass 32 Maschinen ab etwa 1960 als Bereitschaftslokomotiven (Beredskapslok) hinterstellt wurden. Diese strategische militärische Reserve wurde ab Mitte der 1990er Jahre aufgelöst und die Lokomotiven entweder Nachnutzern für den Museumsbetrieb oder als Denkmallokomotiven übergeben. Teilweise wurden sie verschrottet.
In Deutschland war die B 1266 auf der Museumsbahn Kappeln–Süderbrarup der Freunde des Schienenverkehrs Flensburg (FSF) im Einsatz. Seit 2007 steht die Lok als Denkmal auf dem Betriebsgelände der Firma Schultz Recycling in Kropp.
Die Lok mit der Betriebsnummer 1697 wurde an die Museumsbahn Nene Valley Railway (NVR) nach Peterborough, England verkauft. Dort wurde sie für zahlreiche Film- und Fernsehproduktionen eingesetzt. So wurde sie beispielsweise für die Eisenbahnszenen in dem James-Bond-Film „Octopussy“ von 1983 verwendet, wo sie geringfügig verkleidet eine ostdeutsche Dampflok darstellte.
Die 1912 gebaute B 1135 wurde als Geschenk Schwedens vom Eisenbahnmuseum in Gävle nördlich von Stockholm am Anfang Oktober 2016 in den Bahnpark Augsburg überführt und traf dort am 3. Oktober ein.
Im Juli 2008 wurde das Bereitschaftslager Sandträsk endgültig aufgelöst.
- B 1220 und 1289 wurden 1994 an die Zuid-Limburgse Stoomtrein Maatschappij verkauft.
- B 1037 stand bis 2008 in Sandträsk und ging an die Bergslagernas Järnvägssällskap in Göteborg, wo sie 2009 bereits wieder unter Dampf stand.[5]
- B 1108 ging bereits bei Auflösung des Bereitschaftbestandes Mitte der 1990er Jahre an das Eisenbahnmuseum in Gävle, war jedoch bis 2008 in Sandträsk abgestellt.
- B 1267 war bis 2008 in Sandträsk abgestellt und ging zuerst an Stockholms Kultursällskap för Ånga och Järnväg und später an Västergötlands Ånglokssällskap.
- B 1085 steht im Norrbottens Järnvägsmuseum und war von 2015 bis 2015 in Betrieb, seither wegen eines Radschadens Ausstellungsstück[6]